# 회전자

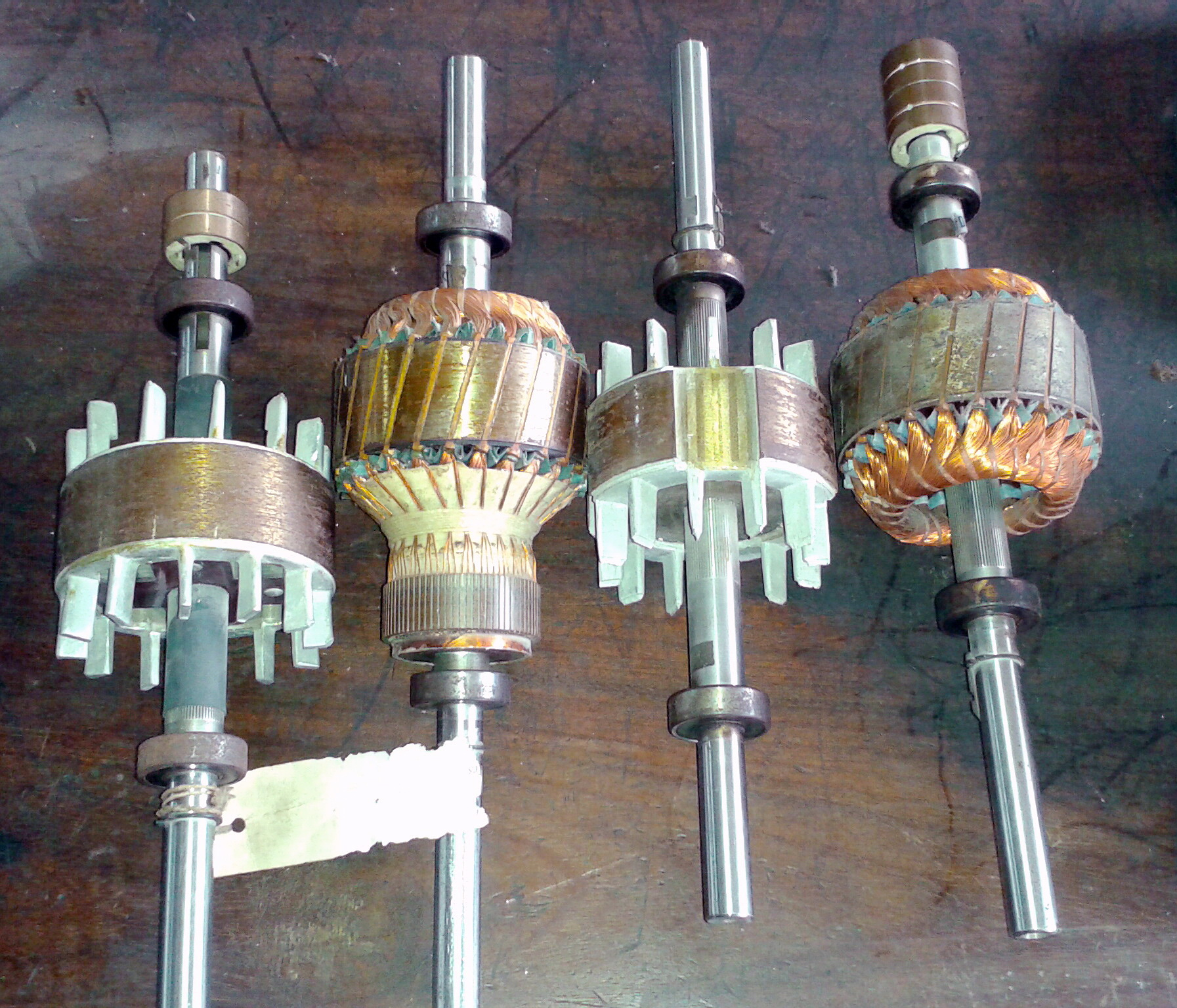
회전자의 다양한 종류 선택

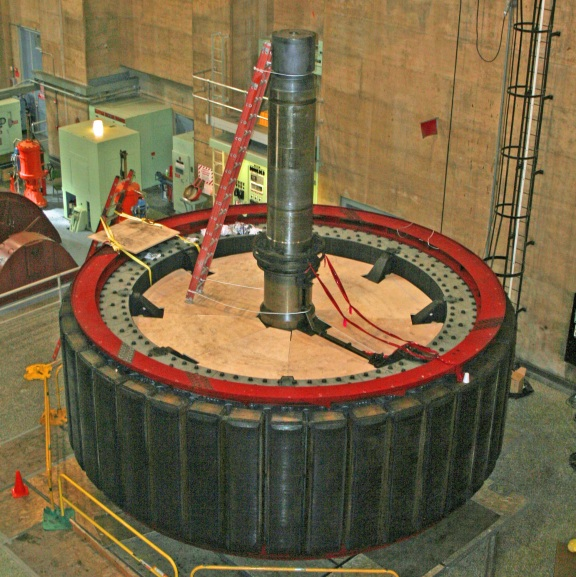
후버 댐 발전기 회전자

회전자(rotor)는 전동기, 발전기 또는 교류 발전기의 전자기 시스템을 구성하는 부품이다. 회전은 회전자의 축 중심 토크를 생성하는 권선과 자기장의 상호 작용으로 발생하며, 회전자축을 중심으로 토크를 생성한다.

## 회전자의 유형
유도 (비동기)전동기, 발전기와 교류 발전기(동기)는 고정자와 회전자로 구성되는 전자 시스템이다.

## 작동 원리
자속은 고정자와 회전자 사이에서 에어 갭의 자계를 발생시키고 회전자 바를 통해 전류를 발생시키는 전압을 유도한다. 회전 자속과 전류의 동작은 전동기를 기동하는 토크를 발생시키는 힘을 생성한다. 교류 발전기는 회전자 철심의 주위에 감싸는 와이어 코일로 구성된다. 전류가 와이어 코일을 통과하는 바와 같이, 자기장은 자계 전류라고도 하는 코어 주위에 생성된다. 자계 전류 강도는 자기장의 전력 레벨을 제어한다. 직류 (DC)가 한 방향으로 필드 전류를 구동하며, 브러시와 슬립 링의 세트에 의해 와이어 코일로 전달된다.

## 회전자의 특성
- 농형 회전자

로터 슬립은 슬립에 비례하는 전동기 토크를 위한 회전자 전류의 필요한 유도를 제공한다.
회전자의 속도가 올라가면, 슬립은 감소한다.

## 같이 보기
- 프로펠러

## 참조
1. ↑  Staff. "Understanding Alternators. What Is an Alternator and How Does It Work." N.p. , n.d. , Web. 2014년 11월 24일 http://alternatorparts.com/understanding-alternators.html.